# Дені Кінг
Дені Кінг  (англ. Dani King, 21 листопада 1990) — британська велогонщиця, олімпійська чемпіонка. Пішла з велоспорту у грудні 2018 року. Золота медалістка Олімпійських ігор 2012 року в Лондоні в командній гонці переслідування. Також виграла три титули чемпіонки світу в командній гонці переслідування серед жінок: у 2011 році (з Лорою Кенні та Венді Гувенаґел), 2012 році (з Кенні та Джоанною Роуселл) і 2013 році (з Кенні та Елінор Баркер).

## Виступи на Олімпіадах
| Олімпіада   | Дисципліна                                 | Місце |
| ----------- | ------------------------------------------ | ----- |
| Лондон 2012 | Командна гонка переслідування, 3000 метрів | 1     |